# Turris faleiroi
Turris faleiroi é uma espécie de gastrópode do gênero Turris, pertencente a família Turridae.